# 101 Dalmatians: The Series
101 Dalmatians: The Series (no Brasil, 101 Dálmatas e em Portugal, Os 101 Dálmatas) é um desenho animado estado-unidense criado pelos estúdios Disney, como um prolongamento do filme de 1996 101 Dálmatas.
Teve duas temporadas, e foi transmitido originalmente entre setembro de 1997 e março de 1998, nas manhãs de sábado pela ABC. No Brasil, foi transmitido pelo SBT entre 1998 e 2006, pelos programas Disney Club, Disney CRUJ, Bom Dia e Cia e Sábado Animado. Também foi exibido no Disney Channel e na Rede Globo, pela TV Xuxa, TV Globinho e Festival de Desenhos.
Em Portugal, foi transmitido pelo espaço Clube Disney da RTP 1 e pelo Disney Channel em 2006. Mais tarde, foi transmitido pelo Disney Cinemagic e depois pela SIC no espaço Disney Kids.

## Sinopse
Roger e Anita Dearly estão agora vivendo em uma fazenda com Pongo, Perdita e os 99 filhotes deles: Lucky ("Pingo", no Brasil), Rolly ("Roliço", no Brasil) e Cadpig ("Queridinha", no Brasil) – os 3 filhotes-personagens centrais do seriado – e o resto da ninhada se divertem explorando a casa em que moram e fazendo amizades com animais de todos os tamanhos e espécies.
Mas Cruella DeVil, vizinha da fazenda, está sempre tramando algum plano para trazer problemas à família Dearly. Agora, Cruella já não quer matar os dálmatas para fazer deles um casaco de pele, e sim adquirir a fazenda Dearly – cujo terreno Cruella clama pertencer à sua família desde pelo menos 1732 – para expandir a mansão dela. E o furão Scorch ("Chamuscado", no Brasil) está sempre disposto a ajudá-la com seus planos. Os desajeitados Jasper e Horace ("Horácio", no Brasil) continuam subordinados a ela e auxiliando-a em boa parte desses planos.
O desenho busca trazer além de entretenimento noções de amizade, família e responsabilidade através de um ambiente repleto de bom humor, aventuras e surpresas.

## Elenco

Disney Movie Cover

| Personagem     | Voz original         | Voz no Brasil       |
| -------------- | -------------------- | ------------------- |
| Pingo          | Pamela Adlon         | Rodrigo Antas       |
| Queridinha     | Kath Soucie          | Christiane Monteiro |
| Roliço         | Kath Soucie          | Diego Larréa        |
| Pinta          | Tara Strong          | Sylvia Salustti     |
| Bicao          | Danny Cooksey        | Pedro Eugenio       |
|                | Christine Cavanaugh  |                     |
|                | Thom Adcox Hernandez |                     |
| Dois-Tons      | Tara Strong          | Nádia Carvalho      |
| Tripé          | Toran Caudell        | Robson Richers      |
| Pongo          | Kevin Schon          | Ettore Zuim         |
| Perdita        | Pam Dawber           | Silvia Goiabeira    |
| Roger Dearly   | Jeff Bennett         | Guilherme Briggs    |
| Anita Dearly   | Kath Soucie          | Ísis Koschdoski     |
| Nanny          | Charlotte Rae        | Selma Lopes         |
| Jasper Badim   | Michael McKean       | Júlio Chaves        |
| Horácio Badim  | David L. Lander      | Marco Antônio Costa |
| Cruella DeVil  | April Winchell       | Maria Helena Pader  |
| P.H. DeVil     | Jeff Bennett         | Eduardo Dascar      |
| Cecil B. DeVil | Rob Paulsen          | Carlos César        |
| Ivy DeVil      | Rachel Crane         | Carmem Sheila       |